# Maison au 7, rue Principale à Mittelbergheim
La maison au 7, rue Principale est un monument historique situé à Mittelbergheim, dans le département français du Bas-Rhin.

## Localisation
Ce bâtiment est situé au 7, rue Principale à Mittelbergheim.

## Historique
L'édifice fait l'objet d'une inscription au titre des monuments historiques depuis 1931.

## Architecture

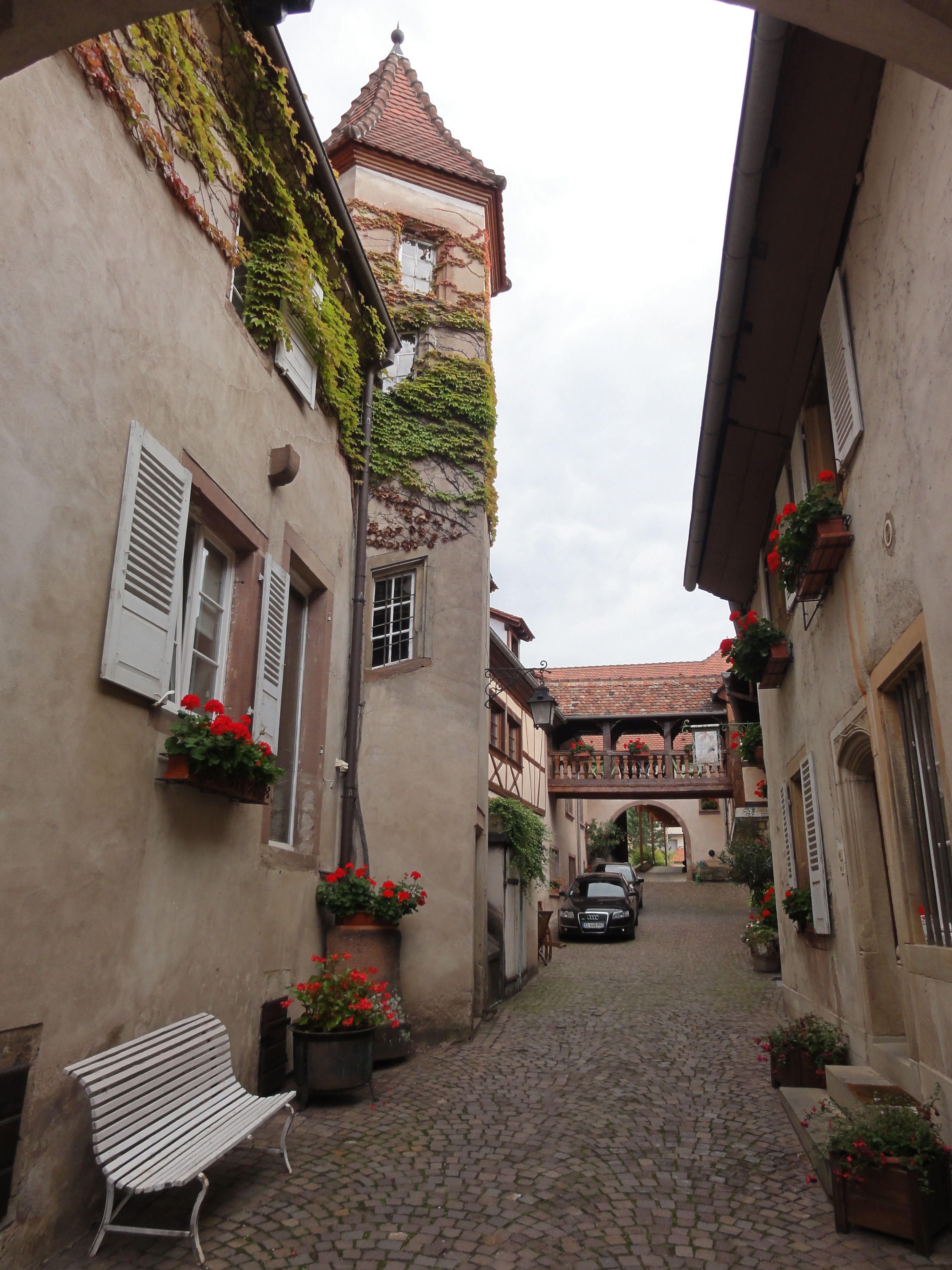
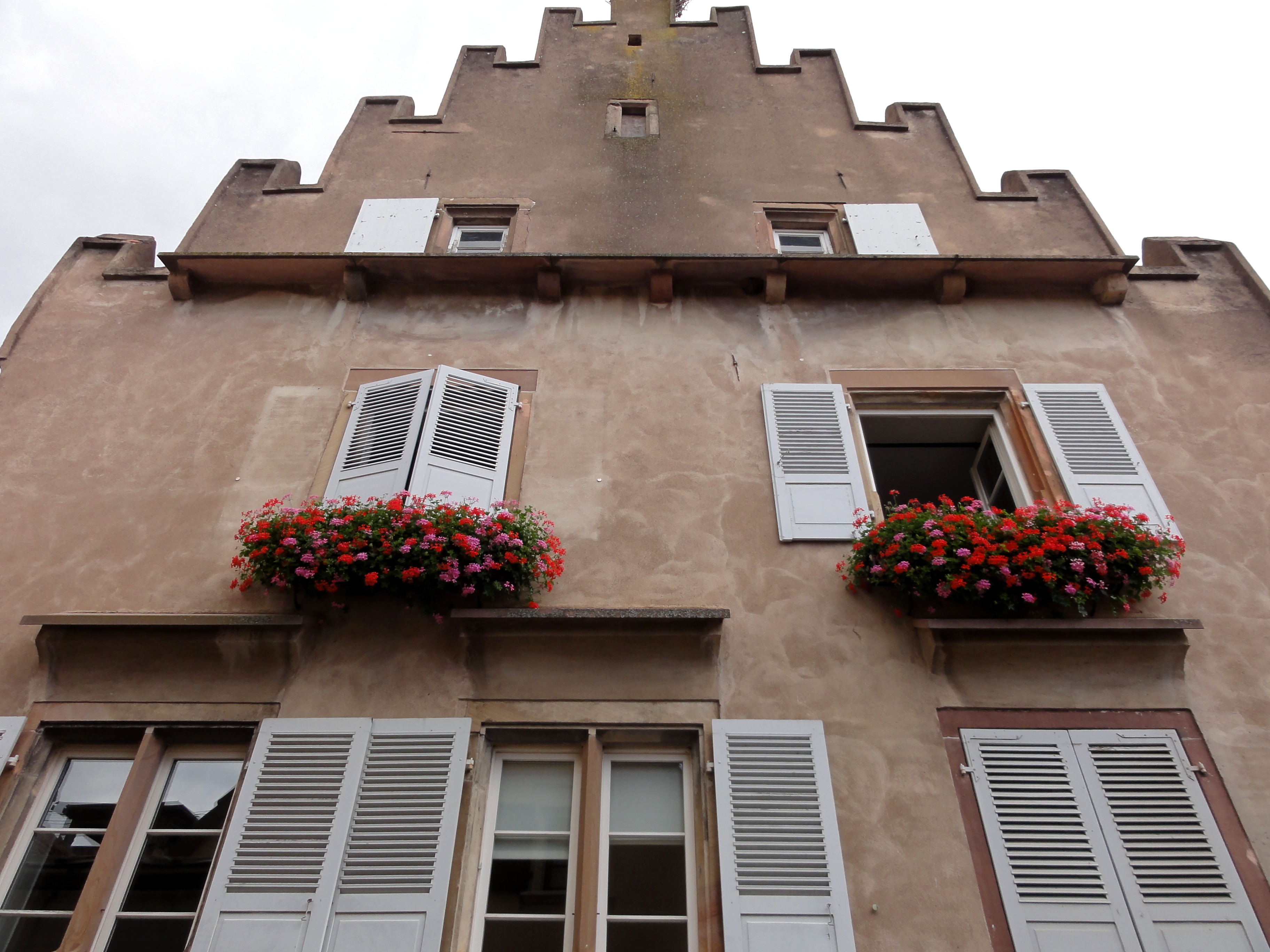